# Václav Kouba (epizootolog)
Václav Kouba (19. ledna 1929 – 22. února 2025) byl český odborník působící v oblasti epizootologie. V rámci svého působení založil Globální epizootologii, obor biomedicíny zabývajícím se zdraví populací a epizootických chorobám všech druhů živočišné říše na celém světě. V roce 2019 získal "Cenu za celoživotní přínos veterinárnímu lékařství".